# 立岩村
立岩村（たていわむら）は、愛媛県風早郡のち温泉郡にあった村である。1955年に北条町、浅海村、粟井村、立岩村、河野村の1町4村の合併により、北条町となり、自治体としては消滅した。その後1958年に市制施行し、「北条市」となり、さらに平成の合併により北条市は松山市に編入されて現在に至っている。

## 地理
現在の松山市の最北端、北と東は今治市（旧越智郡の菊間町および玉川町）に接している。周囲を山々に囲まれている。立岩川の上中流域。一番端は高縄山に達する山間部で、立岩川とその支流の小山田川等に沿って水田が開かれた農山村。周辺の丘陵には後年になってゴルフ場が複数開設されている。
温暖寡雨の気候ではあるが、当村を含む高縄半島一帯は地質が脆く、しかもいくつかの支流が立岩川に合流し、西方向に流れていく地点でもあり、ひとたび大雨に見舞われると立岩川はたびたび氾濫し、堤防の決壊、農地や民家の流失などの被害に見舞われてきた。対策工事が行われ、西隣の正岡地区との境付近に度重なる洪水からの克服を記念しての立岩川洪水碑が立てられている。
村名の由来
不詳
川
立岩川、小山田川
山
長者森、岩が森、陣が森、北三方が森、高縄山

## 社会

### 地域・集落
合併前の旧12村の名をそのまま大字として継承した。1914年（大正3年）に萩原が浅海村に編入されて、11大字となった。
才之原（さいのはら）、瀧本（たきもと、滝本とも書く）、猪木（いのき）、猿川（さるかわ）、中（なか）、米之野（こめのの）、庄布（しょうぶ）、儀式（ぎしき）、小山田（おやまだ）、猿川原（さるかわら）、尾儀原（おぎはら）、 萩原（はぎわら）
松山市への編入後は、米之野は「立岩米之野」と、中は「立岩中村」と記す。松山市に同名又は類似の町丁名があることから混同を避けたもの。なお、同時に旧北条市内において「小字」は廃止された。

### 行政
役場 　大字猿川に設置。現在は松山市役所北条支所立岩出張所となっている。

### 世帯数・人口
- 1904年（明治37年）　514戸、3046人
- 1921年（大正10年）　479戸、2705人

参考　2020年（令和2年）314世帯、797人

### 教育
- 立岩小学校　明治20年代には村内に3校の尋常小学校（うち1は分校）があったが1895年（明治28年）に立岩尋常小学校となる。北条市立の時期を経て松山市立立岩小学校として現在に至っている[4]。
- 立岩中学校 　戦後の学制改革により設置。北条市となってから後の1966年（昭和41年）4月に北条市立北条北中学校として統合[5]（現在は松山市立）され、当村域に中学校はなくなった。

## 歴史
- 1889年12月15日 - 町村制施行により旧風早郡才之原村、瀧本村、猪木村、猿川村、中村、米之野村、庄布村、儀式村、小山田村、猿川原村、尾儀原村、萩原村が合併し風早郡立岩村として発足。
- 1897年4月1日 - 風早郡が温泉郡に編入され温泉郡立岩村となる。
- 1914年10月1日 - 萩原地区が温泉郡浅海村に編入される。
- 1955年3月31日 - 温泉郡北条町、浅海村、河野村、粟井村と合併して温泉郡北条町となり、自治体としては消滅。

```
立岩村の系譜
（町村制実施以前の村）　（明治期）　　　　　　（昭和の合併）　　　（平成の合併）
　　　　　　　　　　　　町村制施行時
　　　　　　　　　　　　　　　　　　あ　　　　　　　　　お
　　　　　　　　　　　北条村━━━━北条町━┳━━┳━━北条市　━┓
　　　　　　　　　　　難波村━━━━━━━━┫　　┃　　　　　　　┃
　　　　　　　　　　　正岡村　━━━━━━━┛　　┃　　　　　　　┃
　　　　　　　　　　　浅海村━━━━━━┳━━━━┫　　　　　　　┃
　　　　　　　　　　　　　　　　　　　　い　　　　┃　　　　　　　┃
　　　　　　　　　　　粟井村━━━━━━━━━━━┫　　　　　　　┃
才之原　━━━┓　　　　　　　　　　　　　　　　　┃　　　　　　　┃
滝本　　━━━┫　　　　　　　　　　　　　　　　　┃　　　　　　　┃
猪木　　━━━┫　　　　　　　　　　　　　　　　　┃　　　　　　　┃
猿川　　━━━┫　　　　　　　　　　　　　　　　　┃　　　　　　　┃
中　　　━━━┫　　　　　　　　　　　　い　　　　┃　　　　　　　┃
米之野　━━━┫　　　　　　　　　　　　↑　　　　┃　　　　　　　┃
庄府　　━━━╋━━━立岩村━━━━━━┻━━━━┫　　　　　　　┃
儀式　　━━━┫　　　　　　　　　　　　　　　　　┃　　　　　　　┃
小山田　━━━┫　　　　　　　　　　　　　　　　　┃　　　　　　　┃
猿川原　━━━┫　　　　　　　　　　　　　　　　　┃　　　　　　　┃
尾儀原　━━━┫　　　　　　　　　　　　　　　　　┃　　　　　　　┃
萩原　　━━━┛　　　　　　　　　　　　　　　　　┃　　　　　　　┃
　　　　　　　　　　　河野村━━━━━━━━━━━┛　　　　　　　┃
　　　　　　　　　　　　　　　　　　　　　　　　　　　　中島町━━┫
　　　　　　　　　　　　　　　　　　　　　　　　　　　　松山市━━┻━━松山市
　　　　　　　　　　　　　　　　　　　　　　　　　　　　　　　　　　か
あ – 明治31年11月28日町制施行
い – 大正3年　萩原を浅海村に編入
お – 昭和33年11月1日市制施行
か – 平成17年1月1日温泉郡中島町とともに松山市に編入合併

（注記）北条村ほか、および平成期に合併対象となった松山市・中島町のそれ以前の系譜はそれぞれの市・町・村の記事を参照のこと。

```

## 産業
農業と林業を生業としてきた。水利は小規模河川に拠っている。柑橘類の栽培が軌道に乗ったのは、北条市になってからのことである。

## 交通
鉄道は通っていなかった。最寄り駅は隣村の国鉄浅海駅。
陸路では西隣の正岡村への交通は確保されていたものの、東隣や北隣の菊間や龍岡（竜岡とも書く、後に玉川町）へは一山越えることから、行き来に不自由をきたしていたが、道路が開設され交通事情は改善された。

## ゆかりのある人物
- 堀本宜実 - 獣医師、立岩村長